# Għar Dalam
Die Għar Dalam (mt.: Höhle der Finsternis) ist eine Karsthöhle im Südosten der Insel Malta, nahe der Stadt Birżebbuġa und nur etwa 500 m von der St George’s Bay entfernt. Sie hat eine maximale Breite von 18 m, ist bis zu 8 m hoch und führt etwa 145 m weit in die Kalksteinfelsen. Der Eingang, der nur 15,5 m über dem Meeresspiegel liegt, öffnet sich torartig mit einer Weite von 11 m und einer Höhe von 4,5 m. Die Höhle ist eine bedeutende Fossillagerstätte und ein beliebtes Ausflugsziel, sie wurde in das Nationale Inventar der Kulturgüter der maltesischen Inseln aufgenommen.

## Entstehung
Die Għar Dalam ist in die Gesteinsformation des Unteren Korallenkalkstein eingebettet, der tertiären Alters ist. Sie öffnet sich zum Tal des Wied Dalam, welches quer zur Höhle verläuft. Das Flusstal lag aber ursprünglich wesentlich höher und hatte sich im Laufe der Zeit erst tiefer eingeschnitten. Die Höhle entstand anfänglich durch Sickerwasser, das durch Spalten in den Untergrund eindrang und durch Lösungsverwitterung einen unterirdischen Hohlraum schuf. Im Pleistozän, vor allem in den Kaltzeiten herrschte im Mittelmeergebiet weitgehend ein deutlich feuchteres Klima mit mehr Regen. Dadurch schwoll der Fluss periodisch an und erodierte den Kalkstein. Im Mittelpleistozän erreichte der Flusslauf dann die Höhe des heutigen Höhleneingangs und legte den Hohlraum somit frei. Dabei stellt die Għar Dalam nur den nordöstlichen Teil dieses einst unterirdischen Hohlraumes dar. Am gegenüberliegenden Ende des Wied Dalam-Tales befindet sich ein weiter, etwas kleiner Hohlraum, der „Zweite Höhle“ genannt wird und den südwestlichen Teil dieser einstigen Karstrinne umfasst. Im späten Mittelpleistozän und während des Jungpleistozäns füllte der Fluss die Höhle mit Sedimenten auf, die eine Mächtigkeit von mehr als 5 m erreichten. Heute liegt das Flusstal wesentlich tiefer als der Höhleneingang.

## Geschichte
Eine erste Erwähnung erfuhr die Höhle 1647 durch den maltesischen Historiker Giovanni Francesco Abela (1582–1655). Als Fundstelle fossiler Knochen wurde Għar Dalam 1865 bekannt, als der genuesische Geologe Arturo Issel (1842–1922) auf der Suche nach Überresten vom Neandertaler hier erste Knochen von Flusspferden fand. Im Jahr 1892 führte der Englischlehrer John Henry Cooke mehrere Ausgrabungen durch, wobei eine große Anzahl an pleistozänen Tierknochen zum Vorschein kamen. Der Erfolg dieser Untersuchungen hatte zur Folge, dass die Höhle in den folgenden 30 Jahren von zahlreichen Fossiliensammlern aufgesucht wurde. Erst 1922 kam es zu neuen wissenschaftlichen Untersuchungen in größerem Maßstab. Diese wurden von Gertrude Caton-Thompson (1888–1985), einer britischen Archäologin, initialisiert und später von ihrem maltesischen Kollegen Joseph G. Baldacchino (1894–1974) weitergeführt. Die Unmengen an Fundmaterial führten sehr bald zu einem Lagerungsproblem, weswegen bis 1930 ein Haus über der Höhle errichtet wurde. Die Höhle selbst wurde im März 1933 für Besucher eröffnet, während die Ausgrabungen 1937 endeten. Nur ein Jahr zuvor war ein Museum vor Ort eingerichtet worden.
Im Zweiten Weltkrieg, während der Zweiten großen Belagerung Maltas, diente die Höhle der Bevölkerung als Zufluchtsort vor Bombardements. Außerdem nutzen sie die britischen Streitkräfte ab Oktober 1940 zur Lagerung von Flugzeugtreibstoff. Höhle und Museum eröffneten erst 1947 wieder. Allerdings wurden nach Ende des Zweiten Weltkrieges keine größeren Grabungen mehr durchgeführt. Einige kleinere erfolgten durch den deutschen Paläontologen Gerhard Storch in den 1970er Jahren, die alle Sedimentschichten betrafen. Heute ist die Höhle weitgehend leergeräumt, nur zwei Sedimentsäulen sind als Referenzprofil zur Klärung der Stratigraphie erhalten geblieben. Neben dem alten Museumsgebäude eröffnete im Jahr 2002 eine neue, wesentlich größere Ausstellungshalle.

## Paläontologische und archäologische Bedeutung

### Paläontologische Funde

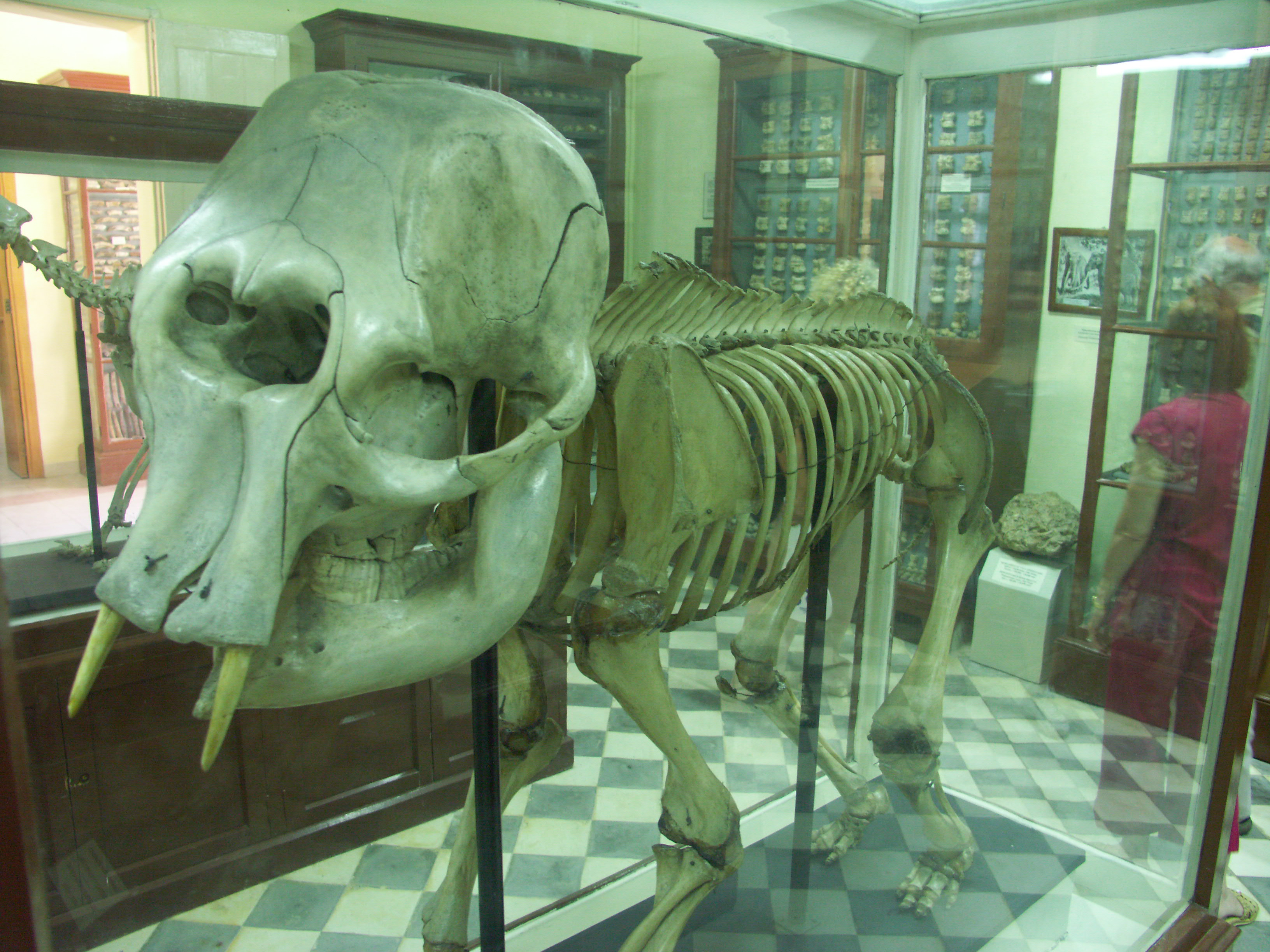
Skelett eines noch nicht ausgewachsenen Elefanten im Museum

Die Höhle hat große Bedeutung, sowohl für die Paläontologie als auch die Archäologie. Die unterste Schicht, die fossilfrei ist, hat ein angenommenes Alter von rund 180.000 Jahren während die darauf liegende Hippopotamus-Schicht der letzten Warmzeit angehört (Eem-Warmzeit, vor 126.000 bis 115.000 Jahren). Sie stellt eine kompakte Knochenbrekzie dar. In dieser Schicht  fanden die Forscher zahlreiche Knochen der pleistozänen Tierwelt, so das namengebende Flusspferd, welches mit Hippopotamus pentlandi (etwas kleiner als das heutige Flusspferd) und Hippopotamus melitensis (sehr kleines Zwergflusspferd) in zwei Größenvariationen auftritt. Von Bedeutung sind weiterhin die hier aufgefundenen Zwergelefanten, die ebenfalls mit zwei unterschiedlich großen Arten vorliegen. So erreichte Elephas mnaidriensis eine Schulterhöhe von 1,9 bis 2 m und wog rund 2,5 t. Dagegen war sein Verwandter Elephas falconeri nur 0,9 bis 1,1 m hoch bei einem rekonstruierten Gewicht von 170 kg. Neben diesen wurden auch noch Reste verschiedener anderer Tierarten wie Bilche (Leithie cartei), verschiedene Fledermäuse und eine reichhaltige Vogelfauna gefunden.
Die nächste fossilführende Schicht ist die Cervus- oder Hirsch-Schicht, die auf einem kiesigen Sediment aufliegt und wohl in die ausgehende letzte Kaltzeit (vor 125.000 bis 11.700 Jahren) gehört. Ihr Alter wird mit 18.000 Jahren angegeben. In dieser Schicht wurden zahlreiche Reste des Rothirschs (Cervus elaphus) gefunden, der auch eine deutliche Verzwergung anzeigt. Zudem kommen Fossilien von ebenfalls kleinwüchsigen Raubtieren wie Braunbär (Ursus arctos), Wolf (Canis lupus) und Rotfuchs (Vulpes vulpes) vor, des Weiteren Wühlmäuse (Pitymys melitensis), Riesenschwäne, Schildkröten und Amphibien.
Die Bedeutung der Fauna von Għar Dalam liegt in dem Auftreten von kleinwüchsigen Säugetieren, deren kontinentalen Vertreter deutlich größere Maße erreichen. Diese typische Inselverzwergung betrifft vor allem die körperlich großen Arten. Bemerkenswert ist dabei, dass in Għar Dalam bei den Elefanten und Flusspferden jeweils zwei unterschiedlich große Formen nachgewiesen sind. Zumindest für die Elefanten wurde daher über unterschiedliche Besiedlungsphasen der Insel Malta nachgedacht. So besiedelte zuerst Elephas falconeri die Insel und erreichte eine vollständige Verzwergung, während Elephas mnaidriensis später erschien und bis zu seinem Aussterben nur teilweise verzwergte. Da zudem alle in der Höhle vorkommenden Tierfunde europäischen Ursprungs zu sein scheinen, wird angenommen, dass Malta einst mit dem europäischen Festland (Sizilien) und nicht, wie oftmals angenommen mit Afrika, verbunden war.

### Archäologische Funde
In der obersten Schicht von Għar Dalam, die zweigeteilt ist und Kulturschicht oder Keramik-Schicht genannt wird, wurden menschliche Siedlungsspuren gefunden. Der untere Teil enthielt dabei Hinterlassenschaften aus dem Neolithikum. Diese umfassen Keramikscherben, Werkzeuge aus Feuerstein und Obsidian und durchbohrte Tierzähne (u. a. vom Wolf) bzw. Muschelschalen als Schmuckanhänger. Des Weiteren kamen Reste domestizierter Tiere vor, überwiegend von Rindern aber auch von Hausschaf oder Hausziege. Die Keramik zeigt typisch eingedrückte Verzierungen und wird deshalb der Impressokultur zugewiesen. Diese Kulturstufe entspricht der Għar Dalam-Phase in der lokalen maltesischen archäologischen Stratigraphie. Die Funde stellen  die Reste der frühesten Besiedlung Maltas durch den Menschen dar und gehören in die Zeit von 5.200 bis 4.500 v. Chr. Der obere Teil dieser Schicht enthielt auch zahlreiche Keramikreste, die aufgrund ihrer Charakteristik aber in die phönizische Zeit um etwa 700 v. Chr. gehören.

## Tourismus
Għar Dalam gehört zu den beliebtesten Touristenzielen auf Malta. Ein 80 Meter langer ausgeleuchteter Teil der Höhle ist für die Öffentlichkeit zugänglich. Es wurde ein befestigter Weg angelegt. Über dem Haupteingang steht heute ein kleines Museum, in welchem die wichtigsten Fundstücke ausgestellt werden.
1980 wurden jedoch zahlreiche wertvolle Objekte gestohlen – unter ihnen vier Stoßzähne von Zwergelefanten und der Schädel eines Kindes aus der Jungsteinzeit.
In der Nähe liegt die Höhle Għar Ħasan.

## Naturschutz
Die Höhle Għar Dalam wurde von Malta als FFH-Gebiet mit der EEA-ID MT0000011 gemeldet und gehört somit zum europäischen Schutzgebietsnetz Natura 2000. Laut Standarddatenbogen kommen neben dem FFH-Lebensraumtyp 8310 (Nicht touristisch erschlossene Höhlen) auch zwei FFH-Arten vor: die endemische Assel Armadillidium ghardalamensis, die als Prioritäre Art von gemeinschaftlichem Interesse geführt wird und auch nach der Höhle benannt wurde, sowie die Kleine Hufeisennase (Rhinolophus hipposideros). Għar Dalam ist das kleinste maltesische FFH-Gebiet.